# WRC 2
El WRC 2, acrónimo del inglés World Rally Championship 2, es un campeonato de rally que se disputa desde el año 2010 complementario al Campeonato Mundial de Rally (WRC) al igual que el Campeonato Junior (JWRC) y el WRC 3. Se estableció en 2010 bajo el nombre de Campeonato Mundial de Rally Super 2000 (Super 2000 World Rally Championship en inglés o simplemente SWRC) y en el que participaban exclusivamente vehículos de la categoría Super 2000. Desde 2013 lo hacen también con modelos de los grupos N4, R4 y R5.
Anteriormente, los Super 2000 podían competir en el Campeonato Mundial de Rally de Automóviles de Producción, junto con los tradicionales clase grupo N. El campeonato se creó entre otros motivos para incentivar a los fabricantes de vehículos con homologación Super 2000 a sumarse posteriormente al WRC propiamente dicho, que a partir de 2011 usa un reglamento basado en Super 2000. Se disputa principalmente en gravilla, a diferencia del Intercontinental Rally Challenge, el otro campeonato con vehículos Super 2000, que tenía carreras sobre gravilla y asfalto.
En 2010, prácticamente la totalidad de los participantes del Campeonato Mundial de Rally Super 2000 usaron un Ford Fiesta o un Škoda Fabia. También hubo un Fiat Punto a lo largo de la temporada y apariciones puntuales de Peugeot 207 y Toyota Auris. El primer ganador del certamen fue el español Xavi Pons. En los dos años posteriores los vencedores fueron el finés Juho Hänninen con un Škoda Fabia S2000 y el irlandés Craig Breen con un Ford Fiesta S2000
A partir de la temporada 2013 este campeonato cambió el nombre a WRC 2 o Campeonato Mundial de Rally 2 (World Rally Championship 2 en inglés o WRC 2) y se le integra el Grupo N, el cual corría dentro del Campeonato Mundial de Rally de Automóviles de Producción. Sin embargo, este campeonato también cambió de nombre y desde enteonces se llama WRC 3 y solo es para automóviles de tracción delantera. El ganador de ese año fue el expiloto de Fórmula 1, Robert Kubica en su primera participación en el certamen y con un Citroën DS3 RRC.
En 2018 la FIA creó el certamen WRC 2 Pro, destinado a equipos oficiales, por lo que en el WRC 2 desde 2019 solo compiten pilotos privados.

## Pruebas
| - Alemania (2010-2011, 2013-2020) - Argentina (2013-2020) - Alsacia (2010-2014) - Australia (2013-2019) - Cerdeña (2011, 2013-2020) - Córcega (2015-2019) - Chile (2019) - Cataluña (2012-2019) - Finlandia (2010-2020) - Gran Bretaña (2010-2020) - Grecia (2011, 2013) | - Japón (2010, 2020) - Jordania (2010-2011) - México (2010-2011, 2013-2020) - Montecarlo (2012-2020) - Nueva Zelanda (2010, 2012-2013, 2020) - Polonia (2014-2017) - Portugal (2010, 2012-2020) - Safari (2020) - Suecia (2010, 2012-2020) - Turquía (2018-2020) |

## Palmarés

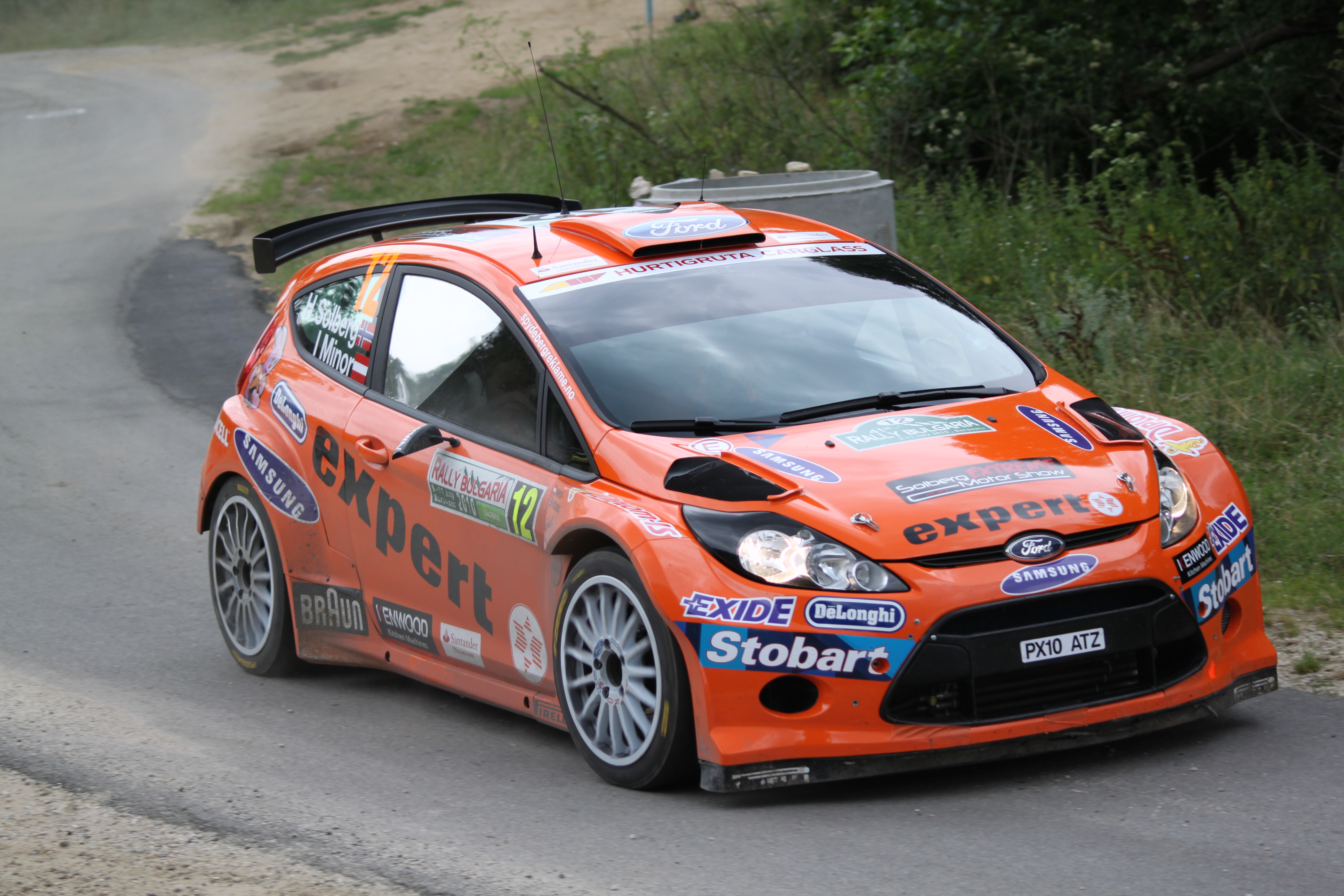
El Ford Fiesta S2000 fue uno de los vehículos más usados en la categoría. Venció en las ediciones 2010 y 2012.

| Año            | Piloto              | Automóvil                      | Piloto               | Automóvil                                    | Piloto               | Automóvil                                    |               |
| Super 2000 WRC | Super 2000 WRC      | Super 2000 WRC                 |                      |                                              |                      |                                              |               |
| -------------- | ------------------- | ------------------------------ | -------------------- | -------------------------------------------- | -------------------- | -------------------------------------------- | ------------- |
| 2010           | Xavi Pons           | Ford Fiesta S2000              |                      |                                              |                      |                                              |               |
| 2011           | Juho Hänninen       | Škoda Fabia S2000              |                      |                                              |                      |                                              |               |
| 2012           | Craig Breen         | Ford Fiesta S2000              |                      |                                              |                      |                                              |               |
| WRC 2          |                     |                                |                      |                                              |                      |                                              |               |
| 2013           | Robert Kubica       | Citroën DS3 RRC                |                      |                                              |                      |                                              |               |
| 2014           | Nasser Al-Attiyah   | Ford Fiesta RRC                |                      |                                              |                      |                                              |               |
| 2015           | Nasser Al-Attiyah   | Ford Fiesta RRC Škoda Fabia R5 |                      |                                              |                      |                                              |               |
| 2016           | Esapekka Lappi      | Škoda Fabia R5                 |                      |                                              |                      |                                              |               |
| 2017           | Pontus Tidemand     | Škoda Fabia R5                 |                      |                                              |                      |                                              |               |
| 2018           | Jan Kopecký         | Škoda Fabia R5                 |                      |                                              |                      |                                              |               |
| 2019           | Pierre-Louis Loubet | Škoda Fabia R5                 |                      |                                              |                      |                                              |               |
| 2020           | Mads Østberg        | Citroën C3 R5                  |                      |                                              |                      |                                              |               |
| 2021           | Andreas Mikkelsen   | Škoda Fabia Rally2 evo         |                      |                                              |                      |                                              |               |
| WRC 2 Open     | WRC 2 Open          | WRC 2 Open                     | WRC 2 Junior         | WRC 2 Junior                                 | WRC 2 Masters        | WRC 2 Masters                                | WRC 2 Masters |
| 2022           | Emil Lindholm       | Škoda Fabia Rally2 evo         | Emil Lindholm        | Škoda Fabia Rally2 evo                       | Mauro Miele          | Škoda Fabia Rally2 evo                       |               |
| WRC 2          | WRC 2               | WRC 2                          | WRC Challenger       | WRC Challenger                               | Masters Cup          | Masters Cup                                  | Masters Cup   |
| 2023           | Andreas Mikkelsen   | Škoda Fabia RS Rally2          | Kajetan Kajetanowicz | Škoda Fabia Rally2 evo Škoda Fabia RS Rally2 | Alexander Villanueva | Škoda Fabia Rally2 evo Škoda Fabia RS Rally2 |               |